# Сага (Кемеровская область)
Сага — упразднённый посёлок в Таштагольском районе Кемеровской области. На момент упразднения входил в состав Усть-Анзасского сельского совета. Исключен из учётных данных в 1997 году.

## География
Располагался у горы Колбалуг, на ручье Шалбычак (приток реки Мрассу), на расстоянии примерно 8 км по прямой к юго-западу от посёлка Усть-Анзас. Недалеко расположен водопад "Сага".

## История
Основан в 1700 г. По данным на 1926 году улус Сага состоял из 14 хозяйств. В административном отношении входил в состав Усть-Анзасского сельсовета Горно-Шорского района Кузнецкого округа Сибирского края.

## Население
| 1970 | 1979 | 1989 |
| ---- | ---- | ---- |
| 17   | ↘9   | ↘1   |

По переписи 1926 г. в улусе проживало 70 человек (33 мужчины и 37 женщин), основное население — шорцы.